# دوزهیر
دوزهیر یک روستا در ایران است که در دهستان حومه (سمنان) واقع شده‌است. دوزهیر ۱۰۲ نفر جمعیت دارد.